# Китайська туя східна
{{#ifeq:0|0|{{#if:|{{#if:Platycladusorientalis|[[]}}|}}}}
Кит́айська т́уя схі́дна, або широкогілочник східний (Platycladus orientalis) — однодомна рослина родини кипарисових. Дерево 5—10 м заввишки або кущ. Крона яйцеподібна, складається з багатьох плоских пагонів («пластин»), розташованих у вертикальній площині. Листки лускоподібні, ясно-зелені, яйцеподібно-ромбічні, до 1 мм завдовжки.
Шишки 10—15 мм завдовжки, з 6—8 супротивними, на вершку гачкоподібними лусками, спрямовані вгору; незрілі — блакитнувато-зелені, дозрілі — сухі, здебільшого червонувато-коричневі. Цвіте у березні — квітні.

## Поширення
Походить з Китаю. В Європу завезене у 1690 році. В Україні та багатьох інших країнах світу вирощують у ботанічних садах і парках як декоративну рослину.

## Синоніми
- Biota orientalis (L.) Endl. [4] — Біота східна
- Platycladus stricta Spach[5]
- Retinispora juniperoides Carrière
- Thuja chengii Borderes &  Gaussen, 1939[6]
- Thuja orientalis L. basionym
- Thuja orientalis var. aurea (Carrière) Rehder
- Thuja orientalis f. juniperoides (Carrière) Asch. & Graebn.

## Сировина

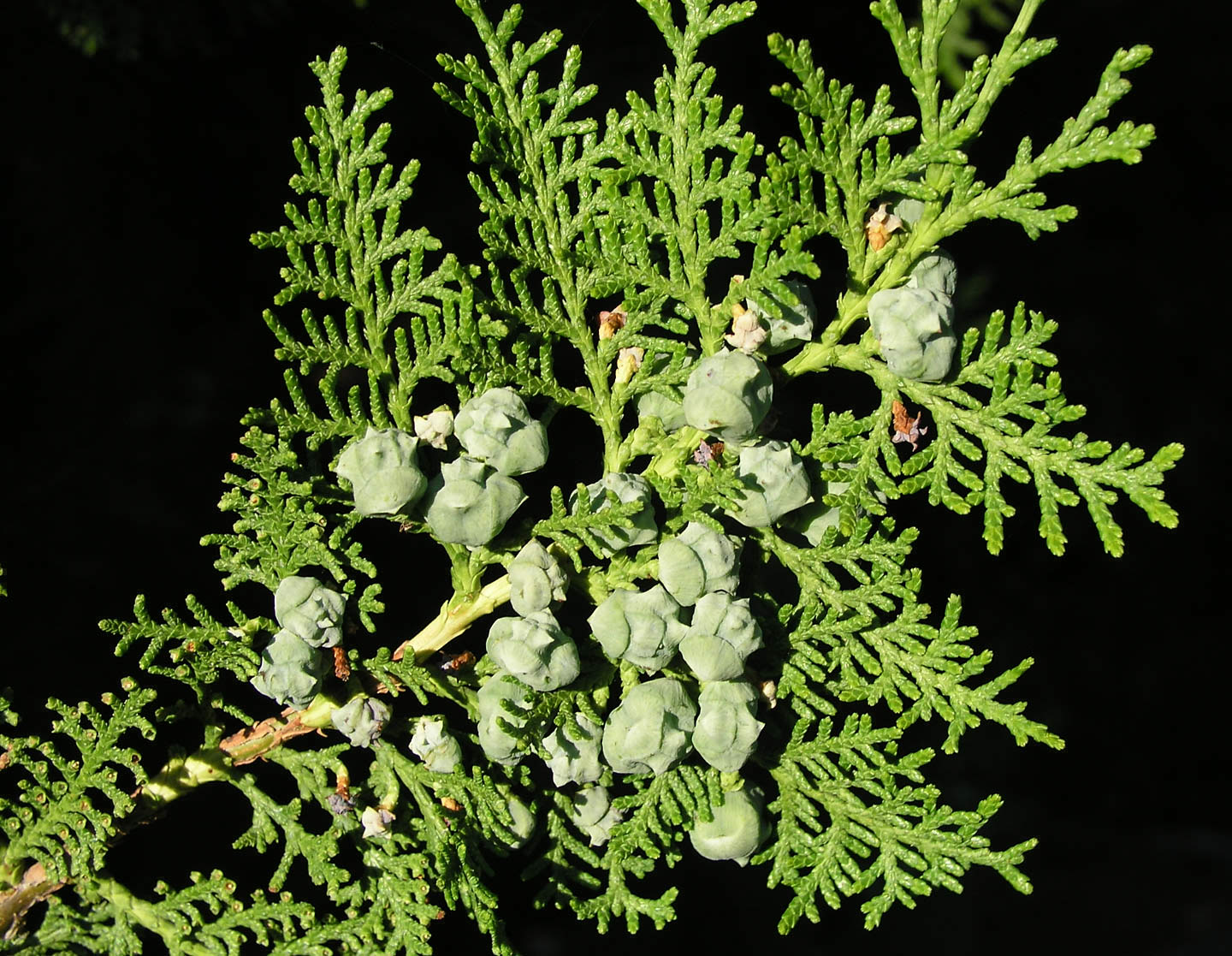
Листя китайської туї східної

Використовують ядро насіння і листя. Рослина неофіцинальна.

## Хімічний склад
Листя містить ефірну олію (0,12%), пініпікрин, пілен, пінін, туїн, дубильні речовини, смолу. У ядрі насіння є жирна олія.

## Фармакологічні властивості і використання
Препарати з листя китайської туї східної мають в'яжучі і кровоспинні властивості. Їх використовують у народній медицині при бронхіальній астмі, кровохарканні, при кишкових і маткових кровотечах. Ефірна олія рослини (особливо складова її частина хінокітіол) проявляє антифунгальні властивості. Ядро насіння вживають як зміцнюючий і тонізуючий засіб та як відхаркувальний засіб при бронхіті.